# Волков, Николай Гаврилович
Николай Гаврилович Волков (13 июля 1947 — 16 октября 1988) — советский футболист, защитник, футбольный тренер, один из рекордсменов  ФК «Лада-Тольятти» по числу сыгранных матчей.

## Карьера
Карьера Волкова началась в куйбышевских «Крыльях Советов», выступавших в Высшей лиге. Дебют состоялся 28 июня 1968 в матче 1/16 финала Кубка СССР против ашхабадского «Строителя». В 1969—1971 играл за бишкекский клуб «Алга». С 1971 по 1980 год защитник в тольяттинском «Торпедо». Сыграл в чемпионатах СССР и кубке РСФСР более 280 игр.
С 1979 — играющий тренер «Торпедо». С 11 июля 1981 — главный тренер. В 1982 команда под его руководством заняла третье место в зональном первенстве. В 1983 и 1984 — полуфиналист кубка РСФСР.

## Семья
Жена — Валентина Ивановна Волкова. В 1969 в Бишкеке родился сын Олег, в последующем российский хоккеист.

## Память
В 2006 году в Тольятти прошёл всероссийский детский футбольный турнир памяти Н.Г.Волкова